# Green Brigade
La Green Brigade es un grupo ultra de ideología principalmente antifascista formado en 2006 y compuesto por alrededor de 1000 aficionados del equipo de futbol Celtic F.C.. Dentro de su estadio local, el Celtic Park, están situados en la esquina norte.

## Controversias
En un partido contra el Dundee United en noviembre de 2010, se produjo un grave desorden en la sección ocupada por la Green Brigade cuando un aficionado fue expulsado por los guardias de seguridad encargados de su área.  Los aficionados cargaron contra los guardias de seguridad y uno de ellos acabó con el labio ensangrentado después de que, según se informó, le arrojaran una moneda. 
En abril de 2011, durante la semifinal de la Copa de Escocia contra el Aberdeen, agentes de policía intentaron expulsar a un aficionado que había encendido una bengala dentro del estadio.  La policía logró expulsar al aficionado porque otros lo sujetaron.  Cuatro simpatizantes fueron detenidos posteriormente por la policía por haber estado implicados en el incidente.  Más de 100 miembros de la Green Brigade abandonaron el estadio en protesta por las detenciones. 
En abril de 2011, algunos miembros del grupo ultra no recibieron los formularios de renovación de los carné de abonados de la temporada después de que el club amenazara con dispersar al grupo por otras secciones del estadio.  
El jefe de comunicaciones de la UEFA, William Gaillard, al hablar del asunto en 2006, dijo que los cánticos relacionados con el IRA que los aficonados habían realizado en varias ocasiones no eran sectarios, y eran una cuestión nacionalista al igual que lo eran los de los aficionados de otros clubes, como el FC Barcelona y el Athletic de Bilbao, que apoyan movimientos nacionalistas en sus propios países. También afirmó que en los países balcánicos algunos aficionados muestran su apoyo a organizaciones políticas que han participado en limpiezas étnicas, lo que según el es una situación diferente puesto que esas organizaciones son, por naturaleza, discriminatorias. Dijo que en su opinión este criterio no se aplicaba al Ejército Republicano Irlandés (IRA).  El ex entrenador del Celtic, David Hay, ha pedido que se prohíba cantar los himnos del IRA.[cita requerida] al igual que otro ex entrenador del Celtic, Neil Lennon, que también ha dicho en repetidas ocasiones que ese tipo de cánticos avergüenzan al club. 
Durante un partido en Celtic Park entre Celtic FC y St Mirren FC el 11 de febrero de 2023, la Brigada Verde mostró una pancarta que decía: " VAR decision: Douglas Ross is a cunt" traducido como: "Decisión del VAR : Douglas Ross es un idiota", dirigida al árbitro asistente Douglas Ross, quien también es miembro del parlamento escocés y antiguo líder del partido de los conservadores escoceses .  

## Protesta contra las "amapolas del recuerdo"

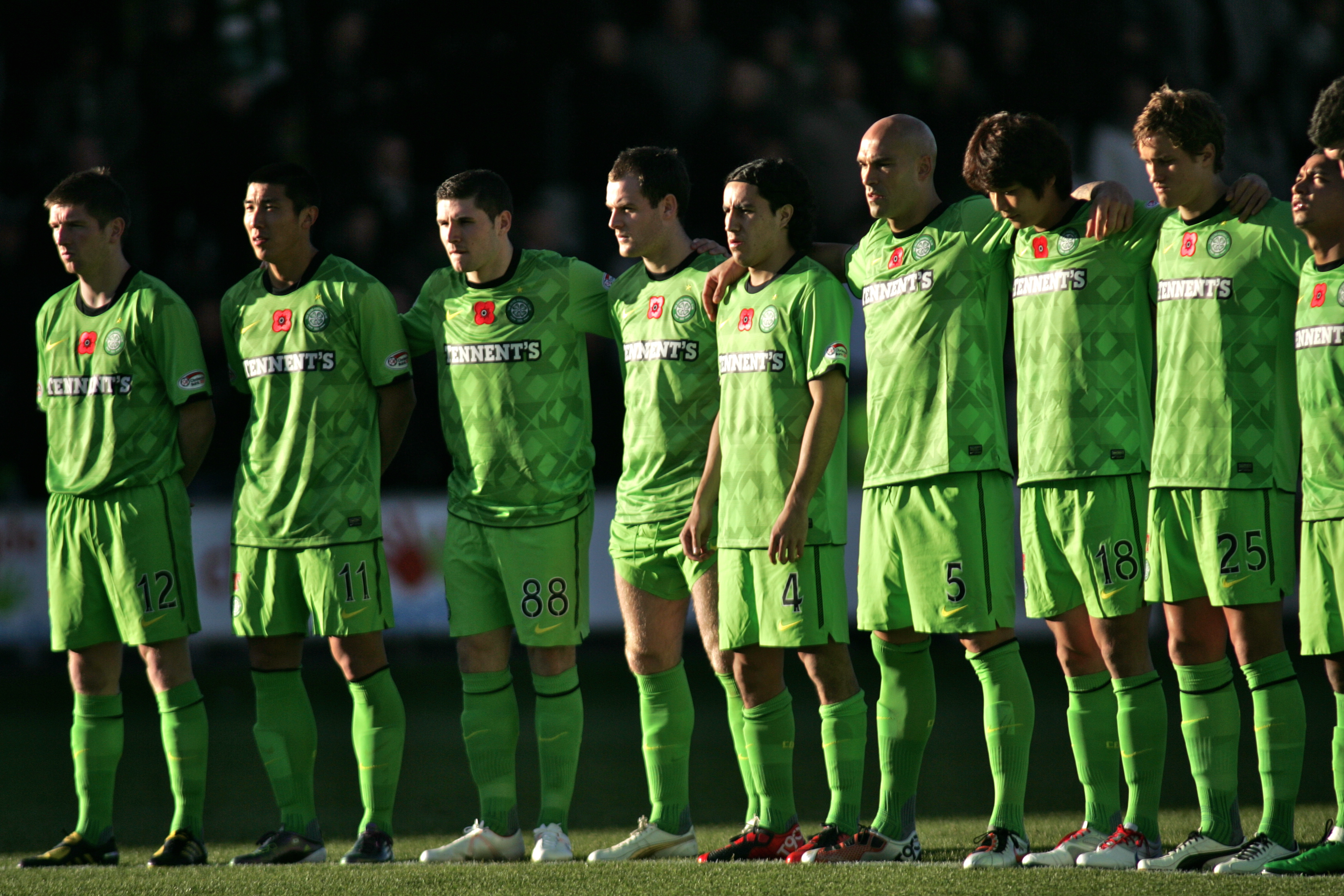
Jugadores del Celtic con amapolas(poppies) en sus camisetas antes de un partido en noviembre de 2010

En un partido contra el Aberdeen en noviembre de 2010 la Brigada Verde desplegó dos pancartas con las palabras "Tus acciones avergonzarían a todos los demonios en el infierno. Irlanda, Irak, Afganistán. Ninguna amapola manchada de sangre en"    Esta protesta fue contra la colocación de la amapola del recuerdo , un símbolo usado en Reino Unido para recordar a los miembros del ejército británico caídos en combate en la camiseta del Celtic para el partido contra St Mirren el 11 de noviembre de 2010.   Desde la directiva del Celtic se expresó su desacuerdo ante estas protestas, diciendo que dañaban la imagen del club y la de sus aficionados, y se comprometió a vetar la entrada a su estadio a los involucrados. 
El peridodico escocés Glasgow Herald informó que en las semanas previas a este incidente, la Brigada Verde había intensificado sus campañas a favor del IRA . En 2011, la UEFA y la Liga Escocesa (SPL) investigaron al Celtic por los cánticos a favor del IRA que emitían sus aficionados en diferentes partidos. La UEFA multó al Celtic con 12.700 librasen ese momento, mientras que la liga no tomó ninguna medida, ya que se consideraba que el propio club había tomado todas las medidas razonables para evitar los cánticos. 

## Solidaridad con el pueblo palestino
En el último partido del Celtic de la temporada 2011-12, la Brigada Verde organizó una exhibición en solidaridad con los prisioneros palestinos en huelga de hambre . En él se mostraba una pancarta que decía "La dignidad es más preciada que la comida" junto a banderas palestinas . Un portavoz de la Brigada declaró: "Lo hicimos en solidaridad, para crear conciencia y porque es lo correcto. Queremos que los palestinos sepan que pensamos en ellos y animamos a la sociedad civil escocesa a que le preste atención a la injusticia en Palestina". 
La UEFA multó al Celtic con 8.619 libras porque unos aficionados que ondearon banderas palestinas en un partido de clasificación de la UEFA Champions League en agosto de 2016 contra el Hapoel Be'er Sheva israelí en el Celtic Park. Como respuesta, la Brigada Verde recaudó 176.000 libras mediante financiación colectiva, y donó el resto a organizaciones benéficas palestinas.[cita requerida]
El 7 de octubre de 2023, pocas horas después de unos ataques perpetrados por Hamás, la Brigada Verde expuso 2 grandes pancartas con los lemas: “Palestina libre” y “Victoria para la Resistencia”. El 25 de octubre de 2023, miles de aficionados del Celtic, incluidos miembros de la Brigada Verde, ondearon la bandera palestina y pancartas en apoyo a Palestina durante un partido de la fase de grupos de la UEFA Champions League contra el Atlético de Madrid.  Los aficionados dedicaron la canción ' You'll Never Walk Alone ' en solidaridad con los palestinos de Gaza en medio de la guerra perpetrada en aquel territorio que resultó en miles de muertes de civiles.   El 31 de octubre de 2023, el Celtic informó a sus seguidores por correo electrónico que aproximadamente 250 miembros de la Brigada Verde perderían sus abonos debido a "problemas graves" relacionados con la "conducta inaceptable" de la Brigada. 
El 23 de diciembre de 2023, siguiendo una resolución de la directiva del Celtic, ese grupo de aficionados regresó al Celtic Park con otra muestra de solidaridad con Palestina, con pancartas que citaban 'Una canción navideña de un prisionero', expresando su duelo por el trágico número de muertos de la guerra  en Gaza que había resultado en más de 20.000 palestinos muertos, entre ellos 8.000 niños, en el momento del partido. 

## Agradecimiento de entrenador Neil Lennon
La Brigada Verde expresó su solidaridad con el entrenador del Celtic, Neil Lennon, quien en 2011 había sido atacado por un seguidor del Hearts en Tynecastle y supuestamente había recibido cartas bomba . Después del último partido de la temporada 2011-12, Lennon "presentó" el trofeo de la Liga Escocesa a la Brigada Verde colocándolo frente a la sección que ellos ocupan en el estadio. Más tarde dijo: "Sólo quería darles agradecerles porque, semana tras semana, han creado una gran atmósfera. Cantan sin parar. Aportan color. A veces son un poco polémicos, pero en general se han comportado de forma impecable y han cambiado la cultura del estadio. Es un lugar divertido para los aficionados y el ambiente en los grandes partidos ha sido fantástico. Son el catalizador de todo eso". 

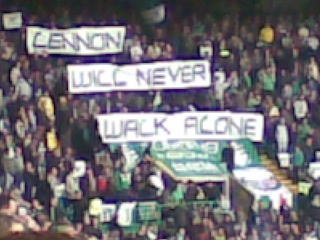
Pancartas mostradas en homenaje a Neil Lennon en marzo de 2011

## Los intentos del club para disolver la Brigada Verde
El Celtic tomó medidas para disolver la sección de la Brigada Verde en Parkhead después de los problemas en un partido contra el Motherwell en Fir Park el 9 de diciembre de 2013, donde los aficionados dañaron los asientos del estadio y lanzaron bengalas al campo, causando daños por un valor aproximado de 10.000 libras. El Celtic ya había emitido una advertencia al grupo después de las violaciones de seguridad en agosto de 2013, y tras el incidente en Fir Park, el Celtic emitió suspensiones "de precaución" a 128 aficionados. Los 250 abonados de la sección adoptada por el grupo en el Celtic Park, la sección 111, fueron trasladados a otras partes del estadio o se les dio la opción de un reembolso por el resto de la temporada.
"No permitiremos que el gran nombre del Celtic quede dañado de esta manera. Nuestros seguidores merecen más que esto", afirmó el Celtic en un comunicado. La Brigada Verde cuestionó la decisión del club y argumentó que sus miembros no eran responsables del daño, pero agregó que deberían de haber sido más eficaces en su autocontrol. 

## Sanciones de la UEFA

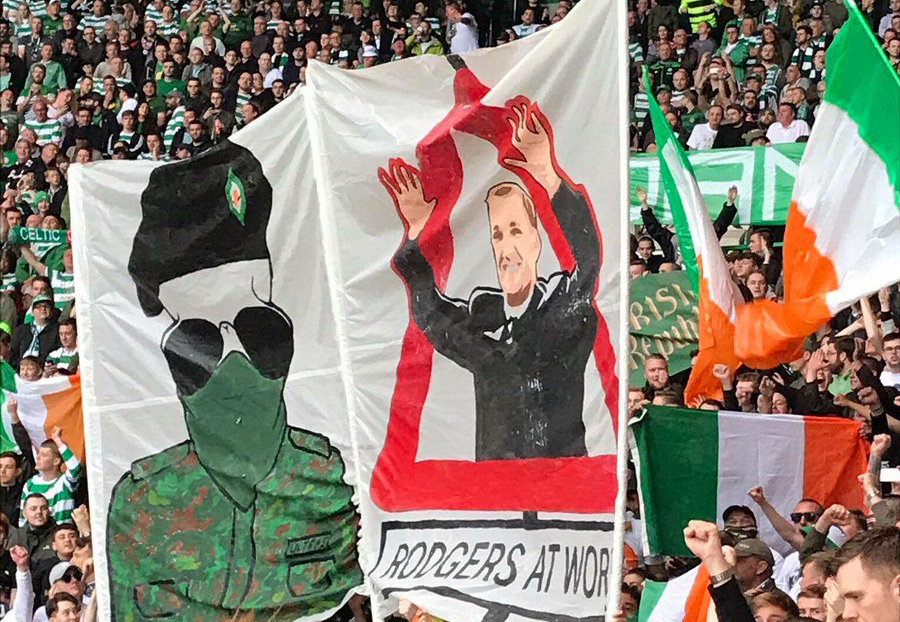
Pancartas con un diseño de "estilo paramilitar " junto al entrenador del Celtic, Brendan Rodgers, exhibidas durante un partido con el club Linfield, con sede en Belfast y mayoritariamente unionista, en 2017.

Entre 2011 y 2017, la UEFA sancionño al Celtic diez veces con importantes multas por "mala conducta de los aficionados durante los partidos europeos". 
En diciembre de 2013, la UEFA le impuso al club una multa de 50.000 euros (42.000 libras esterlinas) después de mostrar una pancarta presentada por la Brigada Verde en un partido de la Liga de Campeones de la UEFA contra el AC Milan que mostraba un mensaje político (las reglas de la UEFA prohíben la exhibición de pancartas de naturaleza política o ideológica). La pancarta generó más controversia por el uso de la imagen del huelguista de hambre del IRA Bobby Sands .